# Servetto-Makhymo-Beltrami TSA
El Servetto-Makhymo-Beltrami TSA (código UCI: SER) es un equipo ciclista femenino de Italia de categoría UCI Women's Team, máxima categoría femenina del ciclismo en ruta a nivel mundial.

## Material ciclista
El equipo utiliza bicicletas Servetto y componentes Shimano.

## Clasificaciones UCI
Las clasificaciones del equipo y de su ciclista más destacado son las siguientes:
| Temporada | Clasificación por equipos | Mejor corredor     | Posición |
| 2016      | 15º                       | Jolanda Neff       | 74.º     |
| 2017      | 32.º                      | Antri Christoforou | 270.º    |

## Palmarés
Para años anteriores véase: Palmarés del Servetto-Makhymo-Beltrami TSA.

### Palmarés 2021

#### UCI WorldTour
| Fechas | Carreras | Ganadora |
|        |          |          |

#### Calendario UCI Femenino
| Fechas | Carreras | Ganadora |

#### Campeonatos nacionales
| Fechas      | Carreras                      | Ganadora       |
| 20 de junio | Campeonato de Letonia en Ruta | Lina Svarinska |

## Plantillas
Para años anteriores, véase Plantillas del Servetto-Makhymo-Beltrami TSA

### Plantilla 2021
| Integrantes del equipo 2021 | Integrantes del equipo 2021 | Integrantes del equipo 2021        | Integrantes del equipo 2021 |
| Corredor                    | Fecha de nacimiento         | Equipo previo                      |                             |
| --------------------------- | --------------------------- | ---------------------------------- | --------------------------- |
| Carlotta Borello            | 7 de enero de 2002          |                                    |                             |
| Sara Casasola               | 29 de noviembre de 1999     |                                    |                             |
| Nadja Heigl                 | 15 de febrero de 1996       |                                    |                             |
| Tereza Korvasova            | 29 de junio de 1996         | Team Dukla Praha (2019)            |                             |
| Rosalia Ortiz               | 20 de marzo de 1999         | Lointek (2017)                     |                             |
| Anna Potokina               | 18 de junio de 1987         | Lointek (2013)                     |                             |
| Elis Simeoni                | 24 de abril de 1993         |                                    |                             |
| Lina Svarinska              | 15 de marzo de 2001         | Eurotarget-Bianchi-Vittoria (2020) |                             |
| Asia Zontone                | 4 de noviembre de 2001      |                                    |                             |
|                             |                             |                                    |                             |
| Fuente: UCI                 |                             |                                    |                             |